# Shalechet

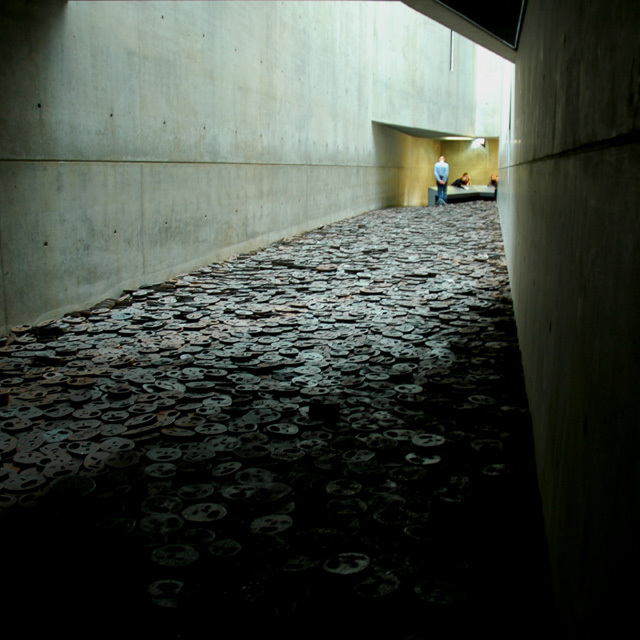
Shalechet, Muzeum Żydowskie w Berlinie.

Shalechet (pol. "opadłe, martwe liście") – instalacja izraelskiego rzeźbiarza, Menasze Kadiszmana. Autor pracował nad nią od 1997 roku. Wystawiana była w Niemczech i Holandii. Obecnie wystawiona jest w Muzeum Żydowskim w Berlinie, na podłodze jednego z korytarzy w budynku zaprojektowanym przez Daniela Libeskinda.
Instalacja składa się z ponad 10 tysięcy elementów. Elementy te to wycięte ręcznie, nieregularne, zbliżone kształtem do owalu, płaskie metalowe dyski. Są one różnej wielkości, zazwyczaj ważą ok. 2 kg i mają średnicę ok. 12 cm. Artysta wyciął w każdym elemencie 4 otwory, nadając mu tym samym szkicową formę twarzy (lub maski czy czaszki) z krzyczącymi ustami i szeroko rozwartymi oczami. Twarze sprawiają wrażenie delikatnych, na ich powierzchni widoczne są nacięcia, przypominające rany. Rozsypane są chaotycznie na podłodze tak, aby odbiorca zmuszony był po nich przejść. Przejście takie ma celowo wywołać uczucie dyskomfortu psychicznego: przechodzący uświadamia sobie, że depcze ludzkie twarze a jednocześnie dzieło sztuki, trudno jest mu też zachować równowagę, ponadto jego kroki wywołują dotkliwy, metaliczny hałas, przypominający krzyk.
Instalacja ma konfrontować odbiorcę z masową śmiercią niewinnych, anonimowych ludzi i przypominać o ich tragedii. Zazwyczaj kojarzona jest z żydowską tragedią Holocaustu. Jej tytuł, oznaczający martwe czy też opadające liście, nawiązuje do skojarzenia liści z cyklem natury i odrodzeniem.